# خداحافظ رفیق (اپیزود دوم)
خداحافظ رفیق (اپیزود دوم) فیلمی به کارگردانی و نویسندگی بهزاد بهزادپور ساختهٔ سال ۱۳۸۲ است.

## خلاصه داستان اپیزود دوم
در اپیزود دوم (یک لحظه رنگین‌کمان) یک گروه فیلمبرداری مشغول تصویربرداری از بقایای جنگ هستند که ناگاه دو نوجوان وارد کادر دوربینشان می‌شوند و تقاضا می‌کنند تا خاطرهٔ آنها نیز شنیده شود. آنها این تقاضا را می‌پذیرند. اما به هنگام بازبینی، دو جوان بسیجی را در تصویر نمی‌بینند. پس از مدتی پلاک‌های آن دو را در تفحص یافته و درمی‌یابند این دو نوجوان شهید شده بودند. گروه به هنگام بازگشت بر روی مین رفته و شهید می‌شوند.

## بازیگران
- بابک نوری
- محسن شرافتی
- سعید امیرکلایی
- هومن پزشکی
- علی نکته سنج
- کیوان هاشمی
- سعید اسماعیلی
- حامد شیدایی
- یوسف مقصودی
- علی ربیعی
- محمد بی‌ریا
- فلورا نظری
- آرش میرمحمدی